# Nebovidy (ort i Tjeckien, Södra Mähren)
Nebovidy är en ort i Tjeckien.   Den ligger i regionen Södra Mähren, i den sydöstra delen av landet, 190 km sydost om huvudstaden Prag. Nebovidy ligger 308 meter över havet och antalet invånare är 497.
Terrängen runt Nebovidy är platt åt sydost, men åt nordväst är den kuperad.Runt Nebovidy är det ganska tätbefolkat, med 155 invånare per kvadratkilometer. Närmaste större samhälle är Brno, 7,1 km nordost om Nebovidy. Trakten runt Nebovidy består till största delen av jordbruksmark.